# Poncha Springs
Poncha Springs és una població dels Estats Units a l'estat de Colorado. Segons el cens del 2000 tenia 466 habitants.

## Demografia
Segons el cens del 2000, Poncha Springs tenia 466 habitants, 202 habitatges, i 136 famílies. La densitat de població era de 160,6 habitants per km².
Dels 202 habitatges en un 29,7% hi vivien nens de menys de 18 anys, en un 55,4% hi vivien parelles casades, en un 8,9% dones solteres, i en un 32,2% no eren unitats familiars. En el 27,2% dels habitatges hi vivien persones soles el 6,9% de les quals corresponia a persones de 65 anys o més que vivien soles. El nombre mitjà de persones vivint en cada habitatge era de 2,31 i el nombre mitjà de persones que vivien en cada família era de 2,77.
Per edats la població es repartia de la següent manera: un 23,2% tenia menys de 18 anys, un 6,9% entre 18 i 24, un 27,3% entre 25 i 44, un 25,5% de 45 a 60 i un 17,2% 65 anys o més.
L'edat mediana era de 40 anys. Per cada 100 dones de 18 o més anys hi havia 98,9 homes.
La renda mediana per habitatge era de 31.429 $ i la renda mediana per família de 36.000 $. Els homes tenien una renda mediana de 30.417 $ mentre que les dones 18.281 $. La renda per capita de la població era de 16.864 $. Entorn del 7,4% de les famílies i el 10,8% de la població estaven per davall del llindar de pobresa.

## Poblacions més properes
El següent diagrama mostra les poblacions més properes.